# Batalla de Tarin Kowt
La Batalla de Tarin Kowt tuvo lugar en 2001 en el marco de la invasión estadounidense de Afganistán. A principios de noviembre, Hamid Karzai se infiltró con una pequeña fuerza guerrillera y unos miembros de las fuerzas especiales estadounidenses en el este de Afganistán, controlado por el Talibán. Al enterarse del avance de Karzai, los habitantes de Tarin Kowt se sublevaron y expulsaron a los dirigentes talibanes del pueblo. Seguidamente, Karzai se reunió con los ancianos del pueblo. Mientras él estaba ahí, el Talibán concentró 500 hombres para retomar el poblado. Los milicianos de Karzai, junto a 10 miembros del Destacamento Operacional Alfa 574 y uno del Equipo de Control de Combate de la Fuerza Aérea de los Estados Unidos, fueron apostados en la entrada del pueblo para detener el avance de los talibanes. En gran parte gracias al apoyo aéreo cercano coordinado por el Sargento Alex Yoshimoto, del Equipo de Control de Combate, se logró repeler el ataque talibán.
La victoria en Tarin Kowt fue importante para Karzai, quien la utilizó para reclutar a más hombres para su creciente grupo guerrillero. Durante su estadía en Tarin Kowt, las fuerzas de Karzai sumaron 800 hombres, y el 30 de noviembre dejaron el pueblo para dirigirse a Kandahar.